# Orbaff
Orbaff est une localité du sud de la Côte d'Ivoire et appartenant au département de Dabou, dans la Région des Lagunes. La localité de Orbaff est un chef-lieu de commune.